# Dejen (distrikt)
Dejen är ett distrikt i Etiopien.   Det ligger i regionen Amhara, i den centrala delen av landet, 170 km nordväst om huvudstaden Addis Abeba.